# Clarendon
Clarendon é uma paróquia da Jamaica localizada no condado de Middlesex, sua capital é a cidade de May Pen.	